# Charles Delbarre
Charles Victor Léon Delbarre (ur. 20 kwietnia 1886 w Schaerbeek, zm. 14 listopada 1961 tamże) – belgijski strzelec, olimpijczyk.

## Kariera
Wziął udział w Letnich Igrzyskach Olimpijskich 1924. Wystąpił w karabinie małokalibrowym leżąc z 50 m, w którym zajął 31. miejsce.
W 1925 roku zajął 6. miejsce na mistrzostwach świata w zawodach drużynowych w karabinie dowolnym w trzech postawach z 300 m (osiągnął przedostatni rezultat w zespole).

## Wyniki

### Igrzyska olimpijskie
| Igrzyska   | Konkurencja                       | Wynik    | Miejsce | Źródło |
| ---------- | --------------------------------- | -------- | ------- | ------ |
| Paryż 1924 | Karabin małokalibrowy leżąc, 50 m | 383 pkt. | 31      | [ 2 ]  |